# Chłopcy z miasta
Chłopcy z miasta (tyt. oryg. Boys of the City) – amerykański film z 1940 roku, wyreżyserowany przez Josepha H. Lewisa. Jest to czarno-biały horror opowiadający o grupie chłopców, którzy postanawiają rozwiązać zagadkę morderstwa w nawiedzonym domu. Film był znany w USA pod tytułem The Ghost Creeps.

## Obsada
- Bobby Jordan – Danny
- Leo Gorcey – Muggs McGinnis
- Dave "Tex" O'Brien – Knuckles
- George Humbert – Tony
- Hally Chester – Buster
- Frankie Burke – Skinny
- Donald Haines – Pee Wee
- Vince Barnett – Simp
- Minerva Urecal – Agnes
- Inna Gest – Louise
- Holly Chester – Boy
- Eugene Francis – Algy